# Paramaribo (district)
Paramaribo est un district du Suriname. Sa capitale est la ville de Paramaribo, qui est également la capitale du pays.

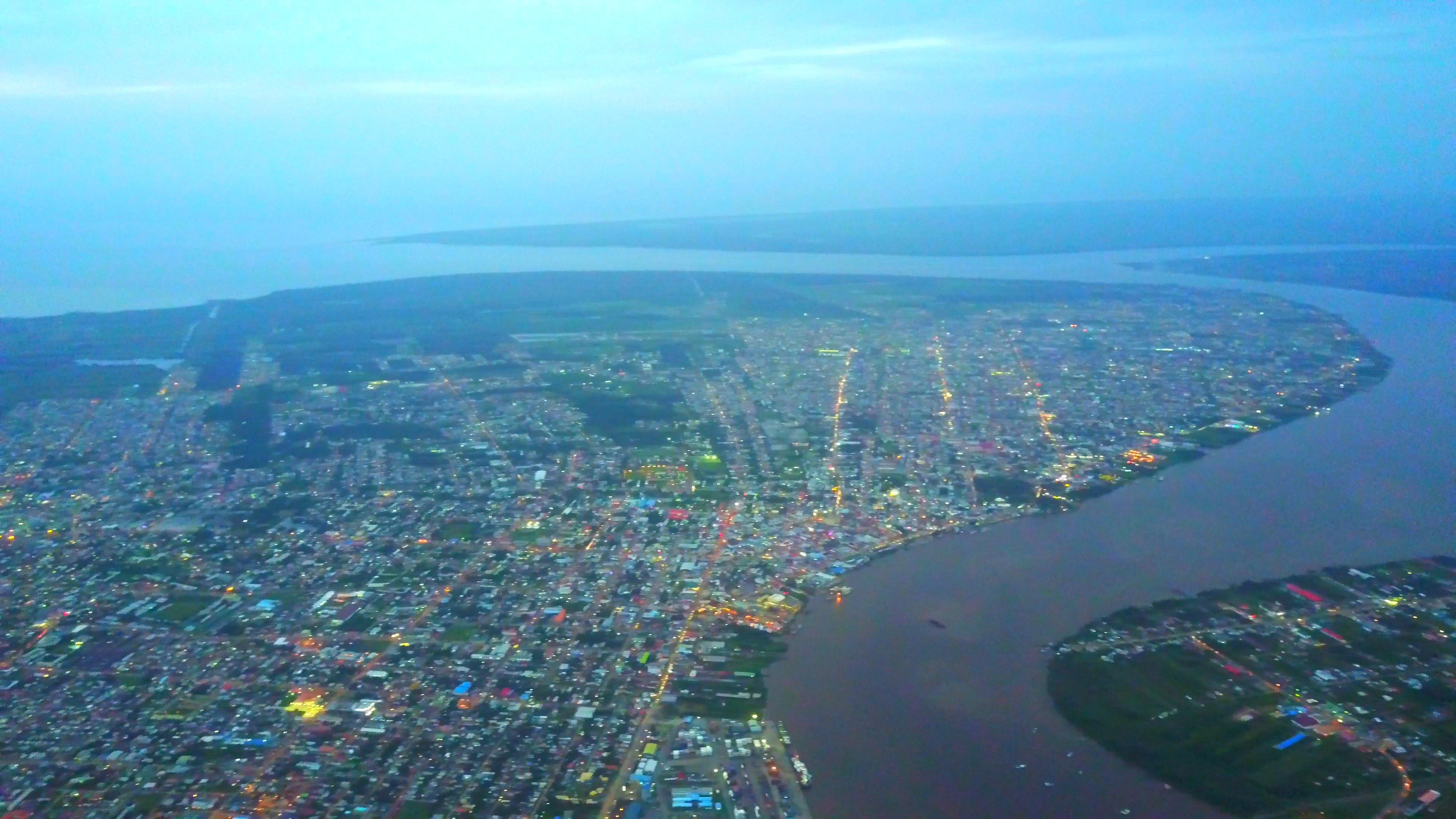
Vue aérienne du quartier de Paramaribo

## Subdivisions
Le district est divisé en 12 subdivisions (en néerlandais : ressorten) :
- Beekhuizen
- Blauwgrond
- Centrum
- Flora
- Latour
- Livorno
- Munder
- Pontbuiten
- Rainville
- Tammenga
- Weg Naar See
- Welgelegen